# Riesigk
Riesigk er en landsby i den tyske stat Sachsen-Anhalt. Byen ligger ca. fire km syd for floden Elben i nærheden af Wittenberg og har ca. 198 indbyggere (pr. 31. december 2014).

## Seværdigheder
- Kirke, bygget i 1797 – 1800.
- Park i Wörlitz, 3 km for Riesigk.